# Muhammad Abd as-Sattar as-Sajjid
Muhammad Abd as-Sattar as-Sajjid (ur. 1958 w Tartusie) – syryjski polityk i duchowny muzułmański, od 2011 minister ds. religijnych.

## Życiorys
Ukończył studia na wydziale ekonomii i handlu Uniwersytetu Damasceńskiego, tam również uzyskał stopień doktora nauk islamskich. W latach 1985–2002 był muftim Tartusu, a w latach 2002–2011 wiceministrem ds. religijnych. W 2011 prezydent Baszszar al-Asad mianował go ministrem.